# A Very Gaga Holiday
A Very Gaga Holiday е live мини албум на Лейди Гага, пуснат в продажби ноември 2011.

## Списък с песните
1. „White Christmas“ – 3:22
2. „Orange Colored Sky“ – 2:33
3. „You and I“ – 3:34
4. „The Edge of Glory“ – 4:52